# دانيال بيرنهارت
دانيال بيرنهارت هو لاعب هوكي الجليد ولاعب كرة قدم سويدي، ولد في 11 أبريل 1996 في السويد. لعب مع ديورغاردنس آي إف هوكي الجليد ‏.

## وصلات خارجية
- دانيال بيرنهارت على موقع دوري الهوكي الوطني (الإنجليزية)
- دانيال بيرنهارت على موقع EliteProspects.com (الإنجليزية)
- دانيال بيرنهارت على موقع HockeyDB.com (الإنجليزية)